# Çağla Akın
Pour les articles homonymes, voir Akın.
Çağla Akın est une joueuse de volley-ball turque née le 19 janvier 1995 à İstanbul. Elle mesure 1,77 m et joue au poste de passeuse. 

## Biographie
Elle obtient sa première sélection le 23 mai 2014 à Moguilev contre la Finlande.

## Clubs
| Club                 | De        | À         |
| -------------------- | --------- | --------- |
| VB Günes Sigorta     | 2009-2010 | 2011-2012 |
| Beşiktaş İstanbul    | 2012-2013 | 2012-2013 |
| Vakıfbank İstanbul   | 2013-2014 | 2015-2016 |
| Beşiktaş İstanbul    | 2016-2017 | 2016-2017 |
| Fenerbahçe İstanbul  | 2017-2018 | 2017-2018 |
| Galatasaray İstanbul | 2018-2019 | …         |

## Palmarès

### Équipe nationale
- Jeux européen
  - Vainqueur : 2015[4]
- Ligue européenne
  - Vainqueur : 2014[5]
- Championnat du monde des moins de 23 ans
  - Vainqueur : 2017.
  - Finaliste : 2015.
- Championnat d'Europe des moins de 20 ans
  - Vainqueur : 2012.
- Championnat du monde des moins de 18 ans
  - Vainqueur : 2011[6]
- Championnat d'Europe des moins de 18 ans
  - Vainqueur : 2011.

### Clubs
- Championnat du monde des clubs
  - Vainqueur : 2013.
- Ligue des champions
  - Finaliste : 2014, 2016.
- Coupe de Turquie
  - Vainqueur : 2014.
  - Finaliste: 2015.
- Championnat de Turquie
  - Vainqueur : 2014, 2016.
  - Finaliste : 2015.
- Supercoupe de Turquie
  - Vainqueur: 2013, 2014.
  - Finaliste : 2015, 2017.